# Lucas Malet
Lucas Malet är pseudonym för Mary St Leger Kingsley Harris, född 4 juni 1852, död 1931, var en brittisk romanförfattare.
Harris var dotter till Charles Kingsley som bland annat författat The Water Babies. 1876 gifte hon sig med William Harrison.